# 太平天日
《太平天日》是太平天国刊刻的书籍之一，由洪秀全于1848年编纂，并于1862年刊行。记述了金田起义前洪秀全早年历史，内容起于1837年洪秀全的病中异梦，结于1847年捣毁广州象州甘龙庙活动。它是太平天国早期活动的重要文献，也是现在仅存的太平天国自编历史史书。

## 外部連結
- 《太平天日》掃描版（页面存档备份，存于）. 劍橋大學收藏